# نابرابری سنی در روابط جنسی
در روابط جنسی، مفاهیم اختلاف سنی یا نابرابری سنی، از جمله آنچه که تفاوت سنی را تعریف می‌کند، در طول زمان توسعه یافته و در بین جوامع متفاوت است. تفاوت در ترجیح سنی برای همسران می‌تواند ناشی از در دسترس بودن شریک زندگی، نقش‌های جنسیتی، و راهبردهای جفت‌گیری فرگشتی باشد، و ترجیح سنی در شریک جنسی ممکن است از نظر فرهنگی متفاوت باشد. همچنین نظریه‌های اجتماعی برای تفاوت سنی در روابط و همچنین دلایل پیشنهادی برای روابط «جایگزین» سن هیپوگاموس وجود دارد. روابط متفاوت سنی در بیشتر تاریخ مستند ثبت شده‌است و با طیف گسترده‌ای از نگرش‌های وابسته به هنجارهای اجتماعی-فرهنگی و نظام‌های قانونی در نظر گرفته شده‌است.

### ترجیح زن برای مردان مسن
| منطقه             | تفاوت SMAM |
| ----------------- | ---------- |
| شرق آفریقا        | ۴٫۳        |
| آفریقای میانه     | ۶٫۰        |
| شمال آفریقا       | ۴٫۵        |
| غرب آفریقا        | ۶٫۶        |
| آسیای شرقی        | ۲٫۴        |
| جنوب آسیای مرکزی  | ۳٫۷        |
| آسیای جنوب شرقی   | ۲٫۴        |
| غرب آسیا          | ۳٫۵        |
| اروپای شرقی       | ۳٫۱        |
| اروپای شمالی      | ۲٫۳        |
| اروپای جنوبی      | ۳٫۳        |
| اروپای غربی       | ۲٫۷        |
| کارائیب           | ۲٫۹        |
| آمریکای مرکزی     | ۲٫۵        |
| آمریکای جنوبی     | ۲٫۹        |
| آمریکای شمالی     | ۲٫۳        |
| استرالیا/نیوزیلند | ۲٫۲        |

### فاصله سنی بیشتر از میانگین

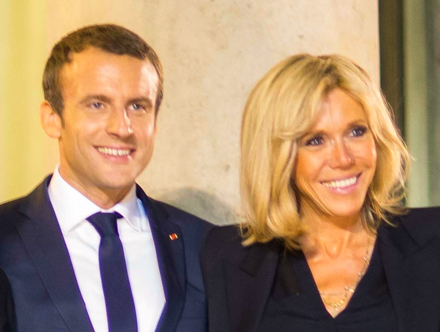
امانوئل مکرون رئیس‌جمهور فرانسه و همسرش بریژیت. این زوج در سال ۲۰۰۷ ازدواج کردند. در آن زمان او ۳۰ ساله و او ۵۴ ساله بود، با یک فاصله سنی ۲۴ ساله بین این زوج.

نمودار قانون نیم‌سن به علاوه هفت

| کشور            | تفاوت SMAM | وضعیت حقوقی تعدد زوجات |
| --------------- | ---------- | ---------------------- |
| کامرون الف      | ۶٫۵        | چند همسری              |
| چاد             | ۶٫۱        | چند همسری              |
| جمهوری کنگو     | ۸٫۶        | چند همسری              |
| دم. جمهوری کنگو | ۸٫۲        | چند همسری              |
| زامبیا          | ۳٫۱        | چند همسری              |
| سودان           | ۶٫۴        | چند همسری              |
| بورکینافاسو a   | ۸٫۶        | چند همسری              |
| ساحل عاج        | ۷٫۲        | دیگر تمرین نمی‌شود      |
| گامبیا          | ۹٫۲        | چند همسری              |
| گینه الف        | ۷٫۳        | غیرقانونی اما عملی     |
| لیبریا          | ۶٫۵        | جرم انگاری نشده‌است     |
| مالی            | ۷٫۵        | چند همسری              |
| موریتانی        | ۷٫۷        | چند همسری              |
| نیجر            | ۶٫۳        | چند همسری              |
| نیجریه          | ۶٫۹        | چند همسری              |
| سنگال           | ۸٫۱        | چند همسری              |
| افغانستان       | ۷٫۵        | چند همسری              |
| بنگلادش         | ۶٫۸        | چند همسری              |
| مونتسرات بی     | ۸٫۳        | ناشناخته               |
| نائورو          | ۷٫۳        | ممنوع است              |
| موزامبیک        | ۸٫۶        | جرم انگاری نشده‌است     |